# Christophorusfenster (Landsberg am Lech)

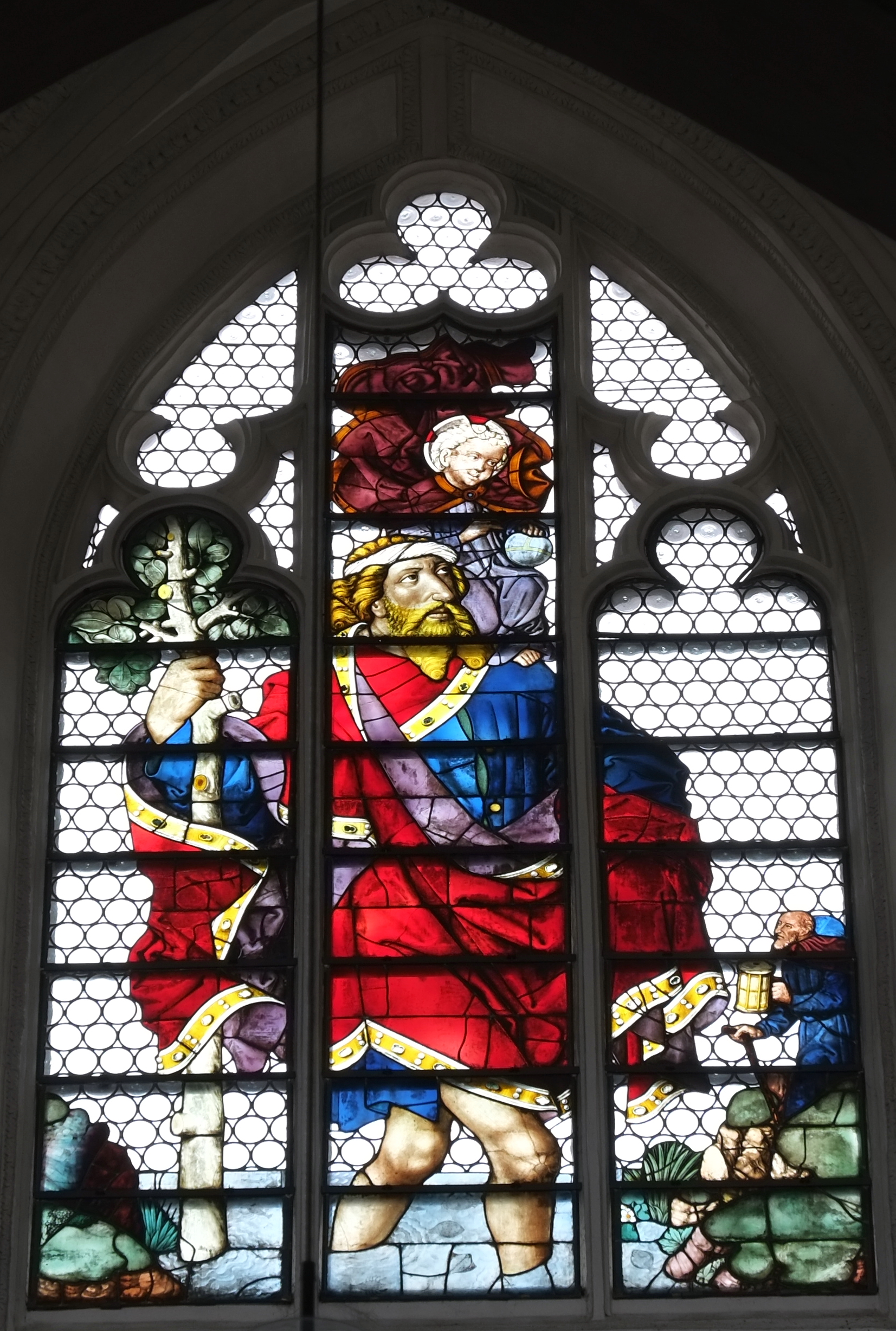
Christophorusfenster in Landsberg am Lech

Das Christophorusfenster befindet sich in der Stadtpfarrkirche Mariä Himmelfahrt in Landsberg am Lech in Bayern.

## Geschichte
Das Bleiglasfenster mit der Darstellung des heiligen Christophorus wurde in der zweiten Verglasungsphase kurz nach 1500 eingebaut. Es hat die Feldmaße von circa 49 cm Höhe und 88 cm Breite. Außer der weißen Blankverglasung aus modernen weißen Butzen besteht das Fenster aus der originalen Verglasung. Franz Xaver Zettler restaurierte im Jahr 1898 die alten Fenster der Kirche. Bei der Restaurierung in den 1970er Jahren erhielten die Fenster eine äußere Schutzverglasung.

## Beschreibung
Christophorus trägt das Jesuskind auf seinen Schultern durch das Wasser. Das Kind hält eine Weltkugel in seiner linken Hand. Christophorus stützt sich mit der rechten Hand auf einen blühenden Stab, den er nach der Legende am anderen Ufer einpflanzte, wo der Baumstamm dann wieder grünte. Am rechten unteren Bildrand ist klein ein Einsiedler zu sehen, der dem Christophorus mit der Laterne leuchtet. Das Wasser ist mit Fischen und Krebsen und das links und rechts ansteigende Ufer mit Steinen und Pflanzen dargestellt. Christophorus durchquert das Wasser mit bloßen Füßen von links nach rechts. 